# Будинок Галицького намісництва
Будинок Галицького намісництва (сьогодні — будівля Львівської обласної ради та Львівської обласної державної адміністрації) — пам'ятка архітектури національного значення у Львові (Україна). Зразок великої адміністративної споруди Австро-Угорської імперії другої половини XIX століття; є виконаним в історичному стилі неоренесансу.

## Розташування
Будівля розміщена за східною границею середньовічного міста і займає кутову ділянку, виходячи західним фасадом на вулицю Винниченка, а північним — на вулицю Просвіти. З південного боку до будівлі примикає Палац губернаторів. З північного боку, за вулицею Просвіти, знаходиться ділянка, яку займає костел кармелітів босих. Перед будинком є скверик, у якому встановлено пам'ятник В'ячеславу Чорноволу (голові Львівської обласної ради на початку 1990-х). Адреса: вулиця Винниченка, 18 (в австро-угорський період — вулиця Губернаторські Вали, у міжвоєнний період — вулиця Чарнецького, у період нацистської окупації — Дистриктштрассе, за совітів — Радянська).

## Історія

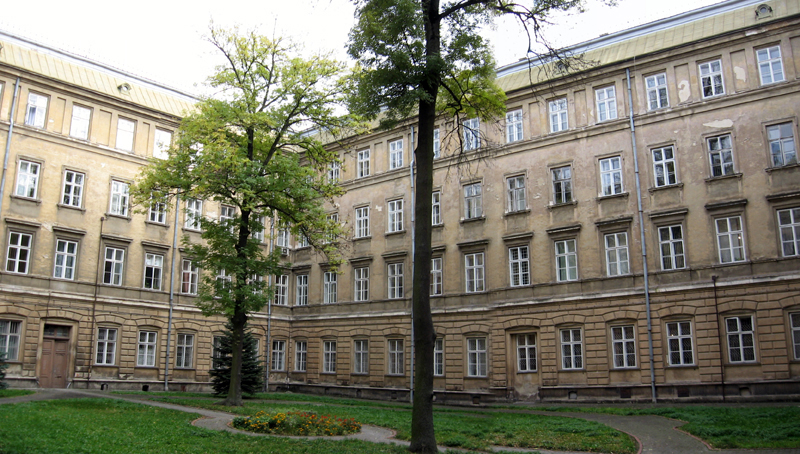
Внутрішній двір

Цю монументальну споруду було збудовано у 1870–1878 роках архітекторами Феліксом Ксенжарським і Сильвестром Гавришкевичем. У період між двома світовими війнами тут розташовувалося польське воєводське управління, в період нацистської окупації — адміністрація губернатора Дистрикту Галичина. 28 квітня 1943 тут відбулась урочиста церемонія з нагоди організації української дивізії «Галичина» (зброї СС), у якій взяли участь представники влади, націонал-соціалістичної партії, німецької армії, колишні вояки Української Галицької армії, представники преси; були присутні відомі українські державні діячі Віктор Курманович та Володимир Кубійович.

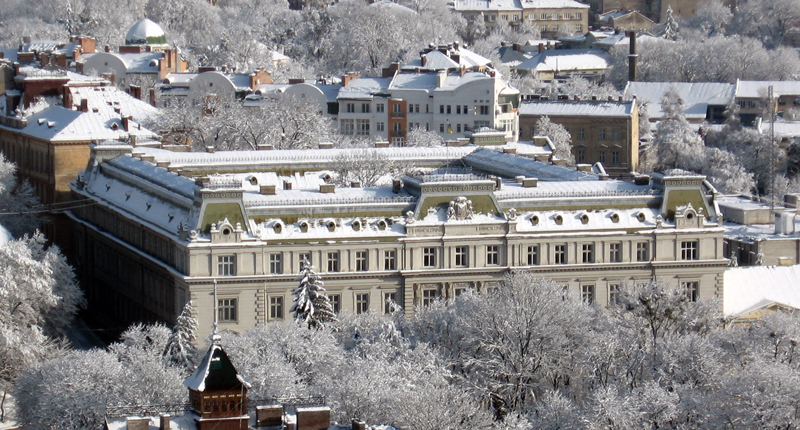
Вигляд в оглядового майданчика на ратушевій вежі

У радянський період тут розташовувався обласний комітет Комуністичної партії України.
Нині в адміністративному будинку на вулиці Винниченка, 18 розміщуються підрозділи виконавчого апарату Львівської обласної ради, управління та відділи Львівської обласної державної адміністрації, представництво Міністерства закордонних справ України.

## Архітектура
Будинок прямокутний в плані, з закритим внутрішнім двориком, чотириповерховий, цегляний, завершується мансардним дахом. Фасади рустовані і симетричні, розділені за вертикаллю маленькими виступами, за горизонталлю — смугами карнизів. На головному фасаді центральна вісь акцентована балконом другого поверху, який стоїть на чотирьох колонах, які фланкують парадний вхід. Вікна прямокутної форми, в обрамленнях. Ліпні прикраси виконав скульптор Леонард Марконі.
Будинок має кабінетно-коридорну систему планування. В комплексі інтер'єрів домінують парадні сходи (архітектор Сильвестр Гавришкевич, скульптор Леонард Марконі).